# Mont Tomuraushi (Hidaka)
Pour les articles homonymes, voir Mont Tomuraushi.
Le mont Tomuraushi (トムラウシ山, Tomuraushi-san) est une montagne culminant à 1 476 m d'altitude dans les monts Hidaka en Hokkaidō au Japon.